# Кошаркашка репрезентација Пољске
Кошаркашка репрезентација Пољске (пољ. Reprezentacja Polski w koszykówce) представља Пољску на међународним кошаркашким такмичењима. Репрезентацијом управља Кошаркашки савез Пољске. Члан ФИБА-е је од 1934. године.

## Учешће на међународним такмичењима

### Олимпијске игре(6)
| Година | Домет                | Ут.              | Доб.             | Изг.             | Позиција         |
| ------ | -------------------- | ---------------- | ---------------- | ---------------- | ---------------- |
| 1936.  | Утакмица за 3. место | 7                | 3                | 4                | 4.               |
| 1948.  | Није учествовала     | Није учествовала | Није учествовала | Није учествовала | Није учествовала |
| 1952.  | Није учествовала     | Није учествовала | Није учествовала | Није учествовала | Није учествовала |
| 1956.  | Није учествовала     | Није учествовала | Није учествовала | Није учествовала | Није учествовала |
| 1960.  | Друга фаза           | 8                | 3                | 5                | 7.               |
| 1964.  | Прва фаза            | 9                | 5                | 4                | 6.               |
| 1968.  | Прва фаза            | 9                | 5                | 4                | 6.               |
| 1972.  | Прва фаза            | 9                | 3                | 6                | 10.              |
| 1976.  | Није учествовала     | Није учествовала | Није учествовала | Није учествовала | Није учествовала |
| 1980.  | Прва фаза            | 7                | 4                | 3                | 7.               |
| 1984.  | Није учествовала     | Није учествовала | Није учествовала | Није учествовала | Није учествовала |
| 1988.  | Није учествовала     | Није учествовала | Није учествовала | Није учествовала | Није учествовала |
| 1992.  | Није учествовала     | Није учествовала | Није учествовала | Није учествовала | Није учествовала |
| 1996.  | Није учествовала     | Није учествовала | Није учествовала | Није учествовала | Није учествовала |
| 2000.  | Није учествовала     | Није учествовала | Није учествовала | Није учествовала | Није учествовала |
| 2004.  | Није учествовала     | Није учествовала | Није учествовала | Није учествовала | Није учествовала |
| 2008.  | Није учествовала     | Није учествовала | Није учествовала | Није учествовала | Није учествовала |
| 2012.  | Није учествовала     | Није учествовала | Није учествовала | Није учествовала | Није учествовала |
| 2016.  | Није учествовала     | Није учествовала | Није учествовала | Није учествовала | Није учествовала |
| 2020.  | Није учествовала     | Није учествовала | Није учествовала | Није учествовала | Није учествовала |
| Укупно | —                    | 49               | 23               | 26               | —                |

### Светско првенство(2)
| Година | Домет            | Ут.              | Доб.             | Изг.             | Позиција         |
| ------ | ---------------- | ---------------- | ---------------- | ---------------- | ---------------- |
| 1950.  | Није учествовала | Није учествовала | Није учествовала | Није учествовала | Није учествовала |
| 1954.  | Није учествовала | Није учествовала | Није учествовала | Није учествовала | Није учествовала |
| 1959.  | Није учествовала | Није учествовала | Није учествовала | Није учествовала | Није учествовала |
| 1963.  | Није учествовала | Није учествовала | Није учествовала | Није учествовала | Није учествовала |
| 1967.  | Завршна фаза     | 9                | 4                | 5                | 5.               |
| 1970.  | Није учествовала | Није учествовала | Није учествовала | Није учествовала | Није учествовала |
| 1974.  | Није учествовала | Није учествовала | Није учествовала | Није учествовала | Није учествовала |
| 1978.  | Није учествовала | Није учествовала | Није учествовала | Није учествовала | Није учествовала |
| 1982.  | Није учествовала | Није учествовала | Није учествовала | Није учествовала | Није учествовала |
| 1986.  | Није учествовала | Није учествовала | Није учествовала | Није учествовала | Није учествовала |
| 1990.  | Није учествовала | Није учествовала | Није учествовала | Није учествовала | Није учествовала |
| 1994.  | Није учествовала | Није учествовала | Није учествовала | Није учествовала | Није учествовала |
| 1998.  | Није учествовала | Није учествовала | Није учествовала | Није учествовала | Није учествовала |
| 2002.  | Није учествовала | Није учествовала | Није учествовала | Није учествовала | Није учествовала |
| 2006.  | Није учествовала | Није учествовала | Није учествовала | Није учествовала | Није учествовала |
| 2010.  | Није учествовала | Није учествовала | Није учествовала | Није учествовала | Није учествовала |
| 2014.  | Није учествовала | Није учествовала | Није учествовала | Није учествовала | Није учествовала |
| 2019.  | Четвртфинале     | 8                | 4                | 4                | 8.               |
| Укупно | —                | 17               | 8                | 9                | —                |

### Европско првенство(30)
| Година | Домет                | Ут.              | Доб.             | Изг.             | Позиција         |
| ------ | -------------------- | ---------------- | ---------------- | ---------------- | ---------------- |
| 1935.  | Није учествовала     | Није учествовала | Није учествовала | Није учествовала | Није учествовала |
| 1937.  | Прва фаза            | 5                | 2                | 3                | 4.               |
| 1939.  | Једна група          | 7                | 5                | 2                |                  |
| 1946.  | Прва фаза            | 5                | 2                | 3                | 9.               |
| 1947.  | Друга фаза           | 7                | 3                | 4                | 6.               |
| 1949.  | Није учествовала     | Није учествовала | Није учествовала | Није учествовала | Није учествовала |
| 1951.  | Није учествовала     | Није учествовала | Није учествовала | Није учествовала | Није учествовала |
| 1953.  | Није учествовала     | Није учествовала | Није учествовала | Није учествовала | Није учествовала |
| 1955.  | Завршна фаза         | 11               | 7                | 4                | 5.               |
| 1957.  | Завршна фаза         | 10               | 3                | 7                | 7.               |
| 1959.  | Полуфинална рунда    | 8                | 4                | 4                | 6.               |
| 1961.  | Друга фаза           | 9                | 5                | 4                | 9.               |
| 1963.  | Финале               | 9                | 7                | 2                |                  |
| 1965.  | Утакмица за 3. место | 9                | 7                | 2                |                  |
| 1967.  | Утакмица за 3. место | 9                | 7                | 2                |                  |
| 1969.  | Утакмица за 3. место | 7                | 3                | 4                | 4.               |
| 1971.  | Утакмица за 3. место | 7                | 4                | 3                | 4.               |
| 1973.  | Прва фаза            | 7                | 1                | 6                | 12.              |
| 1975.  | Прва фаза            | 7                | 3                | 4                | 8.               |
| 1977.  | Није учествовала     | Није учествовала | Није учествовала | Није учествовала | Није учествовала |
| 1979.  | Прва фаза            | 8                | 5                | 3                | 7.               |
| 1981.  | Прва фаза            | 8                | 5                | 3                | 7.               |
| 1983.  | Прва фаза            | 7                | 3                | 4                | 9.               |
| 1985.  | Прва фаза            | 7                | 2                | 5                | 11.              |
| 1987.  | Четвртфинале         | 8                | 4                | 4                | 7.               |
| 1989.  | Није учествовала     | Није учествовала | Није учествовала | Није учествовала | Није учествовала |
| 1991.  | Прва фаза            | 5                | 2                | 3                | 7.               |
| 1993.  | Није учествовала     | Није учествовала | Није учествовала | Није учествовала | Није учествовала |
| 1995.  | Није учествовала     | Није учествовала | Није учествовала | Није учествовала | Није учествовала |
| 1997.  | Четвртфинале         | 9                | 4                | 5                | 7.               |
| 1999.  | Није учествовала     | Није учествовала | Није учествовала | Није учествовала | Није учествовала |
| 2001.  | Није учествовала     | Није учествовала | Није учествовала | Није учествовала | Није учествовала |
| 2003.  | Није учествовала     | Није учествовала | Није учествовала | Није учествовала | Није учествовала |
| 2005.  | Није учествовала     | Није учествовала | Није учествовала | Није учествовала | Није учествовала |
| 2007.  | Прва фаза            | 3                | 0                | 3                | 13.              |
| 2009.  | Друга фаза           | 6                | 2                | 4                | 9.               |
| 2011.  | Прва фаза            | 5                | 2                | 3                | 9.               |
| 2013.  | Прва фаза            | 5                | 1                | 4                | 21.              |
| 2015.  | Осмина финала        | 6                | 3                | 3                | 11.              |
| 2017.  | Прва фаза            | 5                | 1                | 4                | 18.              |
| 2022.  | Утакмица за 3. место | 9                | 5                | 4                | 4.               |
| 2025.  | —                    | —                | —                | —                |                  |
| Укупно | —                    | 208              | 102              | 106              | —                |

## Појединачни успеси
- Идеални тим Светског првенства:
  - Мјечислав Лопатка (1967)

- Идеални тим Европског првенства:
  - Едвард Јуркјевич (1969, 1971)
  - Доминик Томчик (1997)